# Теодор Качински
Теодор Џон Качински (енгл. Theodore John Kaczynski; Чикаго, 22. мај 1942 — Округ Дарам, Северна Каролина, 10. јун 2023) такође познат и као Унабомбер, био је амерички математичар и домаћи терориста. Био је вундеркинд из математике, али је напустио академску каријеру 1969. да би водио примитиван начин живота.
Између 1978. и 1995. године, Качински је убио три особе и ранио 23 у кампањи поштанског бомбардовања широм земље против људи за које је веровао да унапређују модерну технологију и уништавају природно окружење. Аутор је Индустријско друштво и његова будућност, манифеста од 35.000 речи и друштвене критике која се супротставља свим облицима технологије, одбацује левицу и залаже се за укидање индустријског друштва.
Године 1971. Качински се преселио у удаљену колибу без струје и текуће воде у близини Линколна у Монтани, где је живео као пустињак док је учио вештине преживљавања како би постао независан. Након што је био сведок уништавања дивљине која окружује његову колибу, закључио је да живот у природи постаје немогућ и одлучио се борити против индустријализације и њеног уништавања природе кроз тероризам. Качински је 1979. постао предмет онога што је до његовог хапшења 1996. била најдужа и најскупља истрага у историји Федералног истражног бироа (ФБИ). ФБИ је користио идентификатор случаја УНАБОМ (универзитетски и авио-бомбардер) пре него што је његов идентитет био познат, што је довело до тога да су га медији прозвали "Унабомбер".
Године 1995., Качински је послао писмо Њујорк тајмсу обећавајући да ће се „одустати од тероризма“ ако Тајмс или Вашингтон пост објаве његов манифест, у којем је тврдио да су његова бомбардовања била екстремна, али неопходна за привлачење пажње на ерозију људске слободе и достојанства савременим технологијама. ФБИ и амерички државни тужилац Џенет Рино тражили су објављивање есеја, који се појавио у Вашингтон посту у септембру 1995. Након што га је прочитао, брат Качинског, Дејвид, препознао је прозни стил и пријавио своје сумње ФБИ. Након хапшења 1996. године, Качински је – тврдећи да је здрав – покушао, али није успео да отпусти своје адвокате које је одредио суд јер су желели да се Качински изјасни као "луд", како би избегао смртну казну. Он је 1998. године признао кривицу по свим тачкама оптужнице и осуђен је на осам узастопних доживотних казни без могућности условног отпуста. У јуну 2023. Качински је умро у затвору, услед самоубиства.

## Биографија
Качински је рођен у Чикагу, гдје се, као чудо од дјетета, истицао од раних година. На Универзитет Харвард примљен је са 16 година, гдје је дипломирао, а на Универзитету Мичигена докторирао математику. Постао је асистент на Универзитету Калифорније у Берклију са 25 година, али је дао отказ двије године касније.
Од 1978. до 1995, Качински је послао 16 бомби којима су мете били универзитети и авио-компаније, и притом убио троје а повриједио 23 особе. Качински је послао писмо Њујорк тајмсу 24. априла 1995. и обећао „да ће одустати од тероризма“ ако Тајмс или Вашингтон пост објаве његов манифест, Индустријско друштво и његова будућност (познат и као „Унабомберов манифест“), у којем је тврдио да његови бомбашки напади јесу били екстремни али и потребни да се привуче пажња ка урушавању људских слобода због потребе модерних технологија којима треба велика организација.
Унабомбер је био циљ једне од ФБИ-јевих најскупљих истрага. Прије него је његов идентитет био познат, ФБИ је користио име УНАБОМБ (УНиверзитетски и Авио БОМБаш; енг: UNiversity & Airline BOMBer) да упути на његов случај, што је резултовало тиме да су га медији прозвали Унабомбер. ФБИ је заговарао објаву „Манифеста“ Теда Качинског, након чега се јавила његова снајка, а након ње и њен муж, Тедов брат, који су препознали његова увјерења и стил писања, и то пријавили полицији.
Качински је покушао, неуспјешно, да смијени своје судски изабране адвокате јер су они жељели да се докаже његово лудило да би се избјегла смртна казна, јер он није вјеровао да је луд. Осуђен је на доживотну казну без могућности помиловања.
Тед Качински пронађен је мртав у својој затворској ћелији у суботу, 10. јуна 2023. године,у својој 81. години. Качински је претходно био у затвору максималне безбедности у Колораду, али је пребачен у медицински центар у Северној Каролини у децембру 2021. године због лошег здравља. Узрок смрти није објављен.